# Kivesvaaran ja Keräsenvaaran lehdot ja letot
Kivesvaaran ja Keräsenvaaran lehdot ja letot este o arie protejată (arie specială de conservare — SAC, sit de importanță comunitară — SCI) din Finlanda întinsă pe o suprafață de 61 ha, integral pe uscat.

## Localizare
Centrul sitului Kivesvaaran ja Keräsenvaaran lehdot ja letot este situat la coordonatele 64°26′59″N 27°33′37″E / 64.4497°N 27.5603°E.

## Înființare
Situl Kivesvaaran ja Keräsenvaaran lehdot ja letot a fost declarat sit de importanță comunitară în august 1998 pentru a proteja 1 specie de animale. Situl a fost protejat și ca arie specială de conservare în aprilie 2015.

## Biodiversitate
Situată în ecoregiunea boreală, aria protejată conține 6 habitate naturale: Cursuri de apă de la nivel de câmpie la nivel montan, cu vegetație Ranunculion fluitantis și Callitricho-Batrachion, Izvoare fino-scandinave și mlaștini produse de izvoare bogate în minerale, Izvoare petrifiante cu formare de travertin (Cratoneurion), Mlaștini alcaline, Păduri fino-scandinave bogate în ierburi cu Picea abies, Mlaștini împădurite.
La baza desemnării sitului se află o specie protejată de  mamifere: veveriță zburătoare siberiană (Pteromys volans).
Pe lângă speciile protejate, pe teritoriul sitului au mai fost identificate 19 specii de plante.